# Boku no Tsuma wa Kanjō ga nai
Boku no Tsuma wa Kanjō ga nai (僕の妻は感情がない?), también conocida como My Wife Has No Emotion en inglés, es una serie de manga japonesa escrita e ilustrada por Jirō Sugiura. Se publicó originalmente como un cómic web en la cuenta Pixiv del autor en marzo de 2019. Posteriormente comenzó a serializarse como un manga publicado en la revista Monthly Comic Flapper de Media Factory en agosto de 2019.
Una adaptación de la serie de televisión de anime producida por Tezuka Productions se emitió de julio a septiembre de 2024.

## Sinopsis
Takuma Kosugi es un trabajador soltero que vive solo. Como está demasiado cansado para cocinar y hacer las tareas del hogar, compra un robot doméstico llamado Mina. Una noche, Takuma le dice en broma a Mina que ella debería ser su esposa. Para su sorpresa, ella se toma la broma en serio y pronto comienzan a actuar como un matrimonio. Como resultado, Takuma y Mina deben aprender a manejar su relación.

## Personajes
Takuma (タクマ?) / Takuma Kosugi (小杉拓馬 Kosugi Takuma?)
 Seiyū: Toshiyuki Toyonaga
Mina (ミーナ?)
 Seiyū: Konomi Inagaki
Akari Kosugi (小杉 あかり Kosugi Akari?)
 Seiyū: Yoshino Aoyama
Super Mina (スーパーミーナ Sūpā Mīna?)
 Seiyū: Yū Serizawa
Licht Nishionji (西園寺リヒト Nishionji Rihito?)
 Seiyū: Risae Matsuda
Mamoru (マモル?)
 Seiyū: Yūki Wakai
Tomiichi Ōtani (大谷富一 Ōtani Tomiichi?)
 Seiyū: Shūichirō Umeda

## Contenido de la obra

### Manga
El manga fue escrito e ilustrado por Jirō Sugiura, Boku no Tsuma wa Kanjō ga nai comenzó su publicación como webcomic en la cuenta Pixiv de los autores el 19 de marzo de 2019. Posteriormente comenzó a serializarse como manga publicado en la revista Monthly Comic Flapper de Media Factory el 5 de agosto de 2019. Sus capítulos se han recopilado en siete volúmenes de tankōbon a partir de octubre de 2023.
| Volúmenes de manga publicados | Volúmenes de manga publicados | Volúmenes de manga publicados |
| Número                        | Fecha de lanzamiento          | ISBN                          |
| ----------------------------- | ----------------------------- | ----------------------------- |
| 1                             | 22 de febrero de 2020         | ISBN 978-4-04-064342-7        |
| 2                             | 23 de octubre de 2020         | ISBN 978-4-04-064981-8        |
| 3                             | 23 de junio de 2021           | ISBN 978-4-04-680484-6        |
| 4                             | 23 de diciembre de 2021       | ISBN 978-4-04-681041-0        |
| 5                             | 23 de julio de 2022           | ISBN 978-4-04-681456-2        |
| 6                             | 23 de marzo de 2023           | ISBN 978-4-04-681992-5        |
| 7                             | 23 de octubre de 2023         | ISBN 978-4-04-682936-8        |

### Anime
El 1 de marzo de 2024 se anunció una adaptación de la serie de televisión de anime. La serie está producida por Tezuka Productions y dirigida por Fumihiro Yoshimura, con Mitsutaka Hirota supervisando los guiones de la serie, Zenjirou Ukulele diseñando los personajes y Kanade Sakuma, Hanae Nakamura, Natsumi Tabuchi y Miki Sakurai componiendo la música. Se estrenó el 2 de julio de 2024 en Tokyo MX y otras cadenas y está previsto que tenga una duración de 12 episodios.
El tema de apertura es "Okaerinasai" interpretado por la VTuber Sora Tokino, mientras que el tema de cierre es "Wave" interpretado por Miisha Shimizu.Crunchyroll obtuvo la licencia de la serie fuera de Asia. Plus Media Networks Asia obtuvo la licencia de la serie en el sudeste asiático y la transmitirá en Aniplus Asia.

## Recepción
La serie fue nominada al sexto premio Next Manga Awards en la categoría de impresión y ocupó el puesto 15 entre 50 nominados. También fue nominado para el mismo premio dos años después y ocupó el sexto lugar entre 50 nominados.